# Busiet
Busiet (en francès Buziet) és un municipi francès de la regió administrativa de la Nova Aquitània, al departament dels Pirineus Atlàntics. Té una extensió de 8,2 km², i consta amb 371 habitants al cens de 1999, amb una densitat de 45 hab/km².

## Municipis limítrofs
- Lasseubetat al nord-est
- Ogeu-les-Bains al nord-oest
- Buzy a l'est
- Auloron Santa Maria a l'oest
- Arudy al sud.

## Història
Paul Raymond anota que el 1385 Busiet depenia de la batllia d'Oloron i constava de 24 focs (llars). És així com, a l'època, es feia el cens del nombre de llars. Cada foc constava de tres o quatre generacions.
En els segles xiv i xv, Busiet era conegut per la fàbrica de carraques, molt utilitzades a l'època en les esglésies. Els escolans les utilitzaven per cridar els feligresos per assistir a serveis religiosos de l'Església, d'aquí el nom de Carrasque en Béarnais i el nom dels seus habitants "Lous Carascayres".
Un pont romà, situat a la plaça Lonibos, ens dona el testimoni de la ruta que utilitzaven els romans per arribar al seu campament no lluny de l'antiga església a Castera. Les ruïnes de l'església romànica de Busiet, avui encara visible, va ser destruïda per l'artilleria de Baiona durant el regnat de Lluis XVIII. L'església va servir com amagatall per als veterans de Napoleó I que convertits en lladres van saquejar pobles dels voltants. A l'època l'Ajuntament de Busiet va instaurar una Guàrdia Municipal per patrullar dia i nit per detenir aquests individus que portaven armes de foc.
L'església del segle xvii té un campanar típic, un retaule de fusta daurada del segle xvii, un Crist i una creu processional del segle xii provinent de l'antiga església romànica situada al lloc anomenat Castera (del llatí Castra: Campament), a prop de l'antic campament romà.
El 15 juny 1816 es va fer una batuda de llops. Aquests animals ferotges assolaven el bestiar en llibertat a la vora del Gave d'Ossau. La Comuna va pagar les despeses per a la compra de municions, pedres, pólvora, etc.
En 1884, l'Ajuntament de Busiet, ajudat per una petició de la població, va obtenir del ministre d'Afers Religiosos, la sortida de l'Abad Carlon i va demanar tornar a la religió reformada, per la presència d'un pastor (deliberació del Consell Municipal). Això demostra que la Comuna de Busiet era protestant durant el regnat de Jeanne d'Albret, mare del rei Enric IV.
La Primera República havia abolit els drets de propietat. Les terres que els pagesos treballaven, varen ser afectades per la reforma agrària. Aquestes terres van ser cadastrades el 1807, per primera vegada a Busiet, per Jean Sallenave, secretari general i topògraf amb domicili a Busiet.
El 17 de juliol 1944 el poble va ser encerclat pels nazis. Els guerrillers de Busiet, la majoria espanyols i catalans, vivien al Bager. Els alemanys després d'agrupar tots els homes vàlids del poble van decidir afusellar 22 guerrillers. Un d'ells va aconseguir escapar-se i aconseguir salvar-se de l'escamot d'execució. Una commemoració de la massacra té lloc cada any al juliol. El mateix dia 17 de juliol, dues dones del poble també van rebre trets a boca de canó en la seva respectiva casa.
El 1974, el municipi va decidir eliminar 160 hectàrees d'erms de falguera. Les granges van veure un mitjà per ampliar les seves terres amb la finalitat de convertir-les en prats de pastura.

## Demografia
| Evolució de la població |      |      |      |      |      |      |      |      |
| 1793                    | 1800 | 1806 | 1821 | 1831 | 1836 | 1841 | 1846 | 1851 |
| 630                     | 524  | 620  | 602  | 619  | 680  | 675  | 697  | 664  |

| 1856 | 1861 | 1866 | 1872 | 1876 | 1881 | 1886 | 1891 | 1896 |
| ---- | ---- | ---- | ---- | ---- | ---- | ---- | ---- | ---- |
| 673  | 681  | 674  | 610  | 631  | 626  | 625  | 603  | 604  |

| 1901 | 1906 | 1911 | 1921 | 1926 | 1931 | 1936 | 1946 | 1954 |
| ---- | ---- | ---- | ---- | ---- | ---- | ---- | ---- | ---- |
| 570  | 555  | 504  | 479  | 485  | 408  | 363  | 322  | 318  |

| 1962 | 1968 | 1975 | 1982 | 1990 | 1999 | 2006 | 2011 | 2016 |
| ---- | ---- | ---- | ---- | ---- | ---- | ---- | ---- | ---- |
| 343  | 308  | 313  | 340  | 369  | 371  | -    | -    | -    |

| 2019 | - | - | - | - | - | - | - | - |
| ---- | - | - | - | - | - | - | - | - |
| -    | - | - | - | - | - | - | - | - |

2007 : població provisional de l'institut d'estiadística francès.

## Economia
L'activitat econòmica és principalment agrícola i ramadera (pastures i blat de moro).

## Administració
| Període   | Identitat              | Partit |
| --------- | ---------------------- | ------ |
| 1995-2001 | Jean-Baptiste Casaucau |        |
| 2001-     | Jean-Claude Elichiry   |        |